# Santa María Visitación
Santa María Visitación – niewielka miejscowość na południowym zachodzie Gwatemali, w departamencie Sololá. Według danych szacunkowych z 2012 roku liczba mieszkańców wynosiła 1842 osób. 
Santa María Visitación leży około 36 km na południowy zachód od stolicy departamentu – miasta Sololá, u podnóża wulkanu San Pedro, w sąsiedztwie Santa Clara La Laguna (1 km) oraz San Pablo La Laguna (3,5km). Miejscowość leży na wysokości 2065 metrów nad poziomem morza, w górach Sierra Madre de Chiapas, w pobliżu zachodniego brzegu jeziora kraterowego Atitlán. 

## Gmina Santa María Visitación
Miejscowość jest także siedzibą władz gminy o tej samej nazwie, która jest jedną z dziewiętnastu gmin w departamencie. W 2012 roku gmina liczyła 2591 mieszkańców. Gmina jak na warunki Gwatemali jest mała, a jej powierzchnia obejmuje zaledwie 22,5 km². 
Mieszkańcy gminy utrzymują się głównie z uprawy roli i z drobnego rzemiosła. W rolnictwie dominuje uprawa pszenicy, kukurydzy, jęczmienia i owsa. 
Klimat gminy jest równikowy, według klasyfikacji Köppena, należy do klimatów tropikalnych monsunowych (Am), z wyraźną porą deszczową występującą od maja do października.